# Kosñipata (distrito)
O distrito peruano de Kosñipata é um dos 6 distritos da Província de Paucartambo, situada no Departamento de Cusco, pertenecente a Região de Cusco, Peru

## Transporte
O distrito de Kosñipata é servido pela seguinte rodovia:
- PE-5S, que liga o distrito de Chanchamayo (Região de Junín) Fronteira Bolívia-Peru (em Puerto Maldonado) - neste distrito (Região de Madre de Dios)
- CU-113, que liga o distrito à cidade de Caicay
- CU-114, que liga o distrito de Camanti à cidade [1][2][3]